# Eschbach (Usingen)
Eschbach is een stadsdeel van Usingen in de Duitse deelstaat Hessen en telt 2.128 inwoners.